# Лина Златева
Лина Стефанова Златева е българска актриса и телевизионна водеща.
Работила е като управител на ресторант и аниматор в крайморски хотели. Играе в постановки на Сатиричния театър. Кариерата ѝ в телевизията включва участия в предаванията „Големият въпрос“ (2006 – 2008) и „Ва Банк“ по Нова телевизия (2008 – 2009) и „Любовни игри“ (2009) по bTV. Участва и в комедийното шоу „Аламинут“.

## Роли в театъра и телевизията
- Надежда-Кучето в „Мама, татко, кучето и Аз“[2]
- Петя - Отдел Издирване

## Филмография
- Фалшива самоличност (Fake Identity), 2010 (неупомената роля) – Жена на улицата
- Влак (Train), 2008 (неупомената роля) – Млада дама
- Reign of the Gargoyles, 2007 – Ана (рецепционистката)
- Мъж за милиони (тв, 2006) – Поли

## Кариера на озвучаваща актриса
През 2007 г., след препоръка от Веселин Ранков, Златева започва да се занимава с озвучаване. Първият филм, за който дава гласа си, е немски за bTV с дублаж, режисиран от Чавдар Монов. Първият сериал с нейно участие е „Земя на страстта“.
| Актриса           | Заглавия | Роли                                 |
| ----------------- | --- | ------------------------------------ |
| Ашли Тисдейл      | Училищен мюзикъл (дублаж на Арс Диджитал Студио) Училищен мюзикъл 2 (дублаж на Арс Диджитал Студио) Училищен мюзикъл 3: На прага на колежа | Шарпей Евънс                         |
| Бела Торн         | Раздвижи се Късмет, Чарли! Неприятели | Сесилия „Сиси“ Джоунс Авалон Грийн   |
| Дженифър Лав Хюит | Шепот от отвъдното (в сезон 2 на bTV и в сезони 3 – 5) Изгубеният Свети Валентин                                                           | Мелинда Гордън Сюзън Алисън          |
| Дженифър Лопес    | Петзвезден романс (дублаж на bTV) Свекървище План Б                                                                                        | Мариса Вентура Шарлот Кантилини Зоуи |
| Еванджелин Лили   | Жива стомана Ант-Мен | Бейли Талет Хоуп ван Дайн            |
| Кейт Босуърт      | Синьо увлечение Дългият път към дома | Ан Мари Чадуик Джина Денъми          |
| Нургюл Йешилчай   | Ангелският остров Вярна на себе си Твоят мой живот (в първи сезон)                                                                         | Шербет Езо Гюндоолу Гюлсерен Сьонмез |
| Олимпия Дукакис   | Виж кой говори (дублаж на Арс Диджитал Студио) Виж кой говори пак (дублаж на Арс Диджитал Студио)                                          | Роузи                                |
| Патрисия Веласкес | Мумията Мумията се завръща | Анак-Су-Намун                        |

## Личен живот
Златева има дъщеря, родена през 2012 г.